# Scuola Giapponese di Milano
Scuola giapponese di Milano (ミラノ日本人学校, Mirano Nihonjin Gakkō, JSM ; École japonaise de Milan) est une « école japonaise à l'étranger » située à Milan, en Italie. 

## Histoire
L'école est fondée le 25 février 1976 et est établie dans un bâtiment blanc de deux étages ressemblant plus à une maison de campagne qu'à un bâtiment scolaire.
L'établissement dispense exactement les mêmes programmes que les écoles japonaises pour permettre aux étudiants de retourner au Japon avec le même niveau académique que ceux qui ont suivi des études au Japon. Cependant, il y a quelques heures d'enseignement de l'italien et la connaissance de l'histoire locale est également prise en compte, favorisant les échanges avec des classes d'Italiens du même âge.
En avril 2022, l'école comptait 63 élèves. Quasiment tous les étudiants ont des parents travaillant pour des multinationales japonaises qui ont été transférées à Milan. Elle utilise le système éducatif public du Japon et est classée comme une école privée en Italie.